# مارلاج وميلاج نورد
```
مارلاج وميلاج نورد
 (
ميلاج
 يعني معسكر الاعتقال البحري، 
مارلاج
، معسكر اعتقال أفراد البحرية الملكية) مجمعًا لمعسكرات 
أسرى
 
الحرب
 الألمانية في 
الحرب العالمية الثانية
 للرجال في البحرية التجارية البريطانية والبحرية 
الملكية
. كانت تقع حول قرية 
Westertimke
، حوالي 
30 كيلومتر (19
 
ميل)
 شمال شرق 
بريمن
، على الرغم من أنه في بعض المصادر يُعطى موقع المخيم باسم Tarmstedt، وهي قرية أكبر حوالي 
4 كيلومتر (2.5
 
ميل)
 إلى الغرب. كان هناك أيضًا بحارة تجاريون أمريكيون محتجزون هنا بالإضافة إلى بعض أفراد 
البحرية الأمريكية
.
```

## حالة البحارة التجاريين
من بين أكثر من 5000 من البحارة التجاريين الذين أسرهم الألمان خلال الحرب، تم احتجاز معظمهم في مارلاج ميلاج. بصفتهم مدنيين غير مقاتلين، وفقًا القسم 11 من المادة 6 من اتفاقيات لاهاي لعام 1907، فإن البحارة التجاريين «... ليسوا أسرى حرب، بشرط أن يقدموا وعدًا رسميًا كتابيًا، وأن لا يتعهدوا، أثناء الأعمال القتالية، بالقيام باي أعمال أو تقديم اية خدمات مرتبطة بعمليات الحرب». ومع ذلك، كان الألمان يعاملون دائمًا البحارة التجاريين على أنهم أسرى حرب (كما فعل البريطانيون من عام 1942). في عام 1943 اقترح الألمان تبادل أعداد متساوية من أسرى البحرية التجاريين، ولكن رفض هذا العرض من قبل اللورد الأول للأميرالية AV ألكسندر على أساس أنه سيكون لصالح ألمانيا أكثر، لأنه سيوفر لهم عددًا كبيرًا من الرجال المناسبون لاستخدامهم كطواقم للغواصات حيث كانت ألمانيا لديها نقص منهم.

## تاريخ المخيم

### شتالاج العاشر-بي
في البداية، تم حبس السجناء من التجار والبحرية الملكية في عدة معسكرات في شمال ألمانيا. في أبريل 1941، تم جمعهم معًا في شتالاج العاشر-بي في Sandbostel وإيوائهم في مجمعين. بتحريض من حكومتي الولايات المتحدة والسويسرية، ضغطت اللجنة الدولية للصليب الأحمر على الحكومة الألمانية حتى لا تبقي المدنيين غير المقاتلين في معسكر أسرى الحرب. امتثل الألمان، باختيار ما كان في الأصل معسكر تدريب صغير لسلاح الجو يتكون من ستة ثكنات ومطار صغير في Westertimke. في يوليو 1941، تم تعيين أسرى في شتالاج العاشر-بي على تفكيك أكواخ ثكناتهم في Sandbostel، ثم إعادة بنائها في Westertimke، واستكمال معسكر ميلاج في فبراير 1942. لم يكتمل معسكر مارلاج حتى يوليو 1942.

### مارلاج وميلاج نورد
تم تقسيم مارلاج، معسكر اعتقال أفراد البحرية الملكية، إلى مجمعين. كان المجمع "O" الضباط ومساعديهم، بينما يضم المجمع "M" ضباط الصف والتصنيفات. كان غالبية السجناء من البريطانيين، ولكن كان هناك أيضًا أعداد صغيرة من جنسيات الحلفاء الأخرى.  في أواخر عام 1942، تم إرسال جميع الرتب البحرية إلى شتالاج الثامن-بي في Lamsdorf وتم تعيينها إلى أربياتسلاجر، وكان المجمع "M" يضم ضباط الصف فقط.
ميلاج، كان على بعد 300 متر (980 قدم) إلى الشرق من مارلاغ. كما تم تقسيمها إلى مجمعين منفصلين للضباط والرجال. كانت المنطقة بينهما تحتوي على منزل الحارس، وسجن، ومخبأ وقود، ومستشفى المخيم. 
خارج بوابات ميلاج كانت Kommandantur («مقر») وسكن الحراس. وبين المخيمين كان هناك حوض استحمام كبير استخدمه رجال كلا المعسكرين. 
احتوى كل معسكر على عدد من الأكواخ الخشبية المكونة من طابق واحد. 29 في مارلاج و 36 في ميلاج. كان معظمهم ثكنات، بينما احتوى الآخرون على مطابخ وغرف طعام ومراحيض وثكنات حراسة ومستودعات ومكتب بريد ومباني إدارية أخرى. تم تقسيم الثكنات إلى غرف تتسع كل منها لـ 14 إلى 18 رجلاً ينامون في سريرين بطابقين وثلاث طبقات.
شغل أسرى الحرب أنفسهم بطرق مختلفة. كان هناك مسرح للمخيم في مارلاج حيث أداء أسرى الحرب حفلات ومسرحيات. كان لكل معسكر مجاله الرياضي الخاص به وكان هناك أيضًا مكتبة بها حوالي 3000 كتاب. أدار السجناء دورات في اللغات والرياضيات، وكذلك المواد التجارية والمهنية والاقتصادية والعلمية. تم الحصول على المعدات والكتب المدرسية من الصليب الأحمر وجمعية الشبان المسيحية. تم السماح لأسرى الحرب بإرسال رسالتين وأربع بطاقات بريدية كل شهر. لم تكن هناك قيود على عدد الرسائل التي يمكن أن يستقبلها أسير الحرب. وبطبيعة الحال تم حظر كل البريد الوارد والصادر.  وتم جمع الأموال والتبرع بها للصليب الأحمر. 
في الظروف العادية، كانت سعة المخيمات 5,300. وفقا للأرقام الرسمية في أبريل 1944 كان هناك 4268 رجلا محتجزين هناك. في البداية كان المعسكر تحت حراسة القوات البحرية. في وقت لاحق تم استبدالهم باحتياطي الجيش. 

### مخيمات أخرى
ادارت البحرية الألمانية أيضا دولاج («مخيم العبور») في فيلهلمسهافن، حيث تمت معالجة السجناء الذين وصلوا حديثا قبل إرسالها إلى مخيمات أخرى. بعد غارات الحلفاء على فيلهلمسهافن في فبراير 1942، تم نقل هذه المنشأة إلى Westertimke. يقع معسكر دولاج نورد بين مارلاج وميلاج. 
في سبتمبر 1943، تم نقل 630 من البحارة التجاريين من الهند والصين وبورما وعدن من ميلاج إلى معسكر جديد، ميلاج (Inder) (المعروف باسم Inderlager أو «المخيم الهندي») غرب Westertimke. إلى الشمال والشرق من القرية تم بناء ثلاثة مخيمات أصغر. احتوى الكوماندتور على المقر الرئيسي والمباني الإدارية، في حين احتوى Stabslager وWache على أماكن إقامة للموظفين الإداريين وحراس المعسكر. 

### التحرير
في نهاية عام 1944 بدأ السجناء الذين تم إجلاؤهم من معسكرات أخرى في الوصول، مما أدى إلى الاكتظاظ وانخفاض حصص الطعام.  في 4 فبراير 1945 وصل حوالي 3000 رجل تم إجلاؤهم من شتالاج لوفت 3 إلى مارلاج-ميلاج. من أجل استيعابهم تم نقل جميع نزلاء مارلاج"M" إلى "O". 
في 2 أبريل 1945، أعلن القائد أنه تلقى أوامر بمغادرة المخيم مع معظم حراسه، ولم يبق سوى مفرزة صغيرة لتسليم المعسكر لقوات الحلفاء، الذين كانوا بالفعل في بريمن. ولكن بعد ظهر ذلك اليوم ، دخلت مفرزة تضم أكثر من مائة من قوات الأمن الخاصة في المخيم، وحشدت أكثر من 3000 رجل وساروا بها، متجهين شرقاً. في اليوم التالي، حوالي الساعة 10.00 صباحًا، تم تقطيع العمود بواسطة طائرات سلاح الجو الملكي البريطاني تم قتل العديد من أسرى الحرب. خلال الأيام القليلة التالية، تمت مهاجمة الطابور من الجو عدة مرات. وأخيرًا عرض الضابط البحري البريطاني الكبير على الألمان الإفراج المشروط عن أسرى الحرب، مقابل السماح لهم بالراحة خلال النهار والسير ليلًا. وافق الألمان.
في 9 أبريل 1945 انتقل الحراس في يلاج-مارلاج بها واستعيض عنهم بكبار السن من رجال فولكسشتورم.  في غضون ذلك، اتجه الطابور ببطء نحو الشرق، وعبر أخيرا نهر إلبه، شمال هامبورغ، في 18 أبريل. 
في 28 أبري، وصل الطابور أخيرًا إلى لوبيك على ساحل بحر البلطيق. تم تحريرهم من قبل الفرقة المدرعة البريطانية الحادية عشرة في 1 مايو 1945. 

## الهروب
- الملازم ديفيد هانتر RM، الذي تم القبض عليه في كاليه في مايو 1940، هرب مرتين من Marlag XB في Sandbostel، وأنهى الحرب في كولديتز.[9]
- اللفتنانت إيفان إيوارت RNVR، الذي تم القبض عليه في يناير 1942 بعد غرق MTB قبالة بولوني. بعد محاولتي هروب من Milag-Marlag، تم نقله إلى كولديتز.[10]
- الكابتن ميكي بيرن، الكوماندوز رقم 2، تم القبض عليه في مارس 1942 بعد غارة القديس نازير.
- تمكن Able Seaman Bjørn Egge، الذي أصبح فيما بعد لواء في الجيش النرويجي، في أبريل 1942 عبر السفن التجارية النرويجية في غوتنبرغ، السويد، الوصول إلى بريطانيا.[11]\
- اللفتنانت جون ورسلي آر إن، تم القبض عليه في نوفمبر 1943 أثناء هبوطه في لوسينبيكولو. كما رسم ورسلي، وهو فنان حرب رسمي، العديد من الصور لزملائه من أسرى الحرب، وقام بعمل رسومات تخطيطية للمخيم، بالإضافة إلى إنشاء «ألبرت آر إن» وهو دمية بالحجم الطبيعي.[12]
- بات لاندي من البحرية الملكية الأسترالية.